# Orchard Homes
Orchard Homes è un census-designated place degli Stati Uniti d'America, nello stato del Montana, nella Contea di Missoula. Nel 2010 contava 5 197 abitanti.